# Polynema longipennatum
Polynema longipennatum är en stekelart som beskrevs av Soyka 1956. Polynema longipennatum ingår i släktet Polynema och familjen dvärgsteklar. Inga underarter finns listade i Catalogue of Life.